# Po wielu latach
Po wielu latach (ang. After Many a Summer) – powieść Aldousa Huxleya wydana w USA pod tytułem After Many a Summer dies a Swan. Tytuł jest cytatem z wiersza Alfreda Tennysona Titonus (1898), który w przekładzie Adama Asnyka brzmi następująco: “Po kilku wiosnach łabędź kończy swoje trwanie”.

## Czas i miejsce akcji
Powieść rozgrywa się w 1939 roku w południowej Kalifornii, gdzie Huxley osiedlił się po opuszczeniu Anglii w 1937 roku. Powieść jest satyrą na społeczeństwo amerykańskie z jego pędem do bogacenia się i obsesją na punkcie młodości. Dotyka także aktualnych kwestii filozoficznych i społecznych związanych z sytuacją gospodarczą i polityczną: Kalifornię przemierzają sezonowi robotnicy rolni w poszukiwaniu pracy, zaś w Hiszpanii toczy się wojna domowa; szala zwycięstwa przechyla się właśnie na stronę generała Franco.

## Opis fabuły
Centralną postacią jest sześćdziesięcioletni amerykański miliarder Jo Stoyte (wzorowany do pewnego stopnia na osobie magnata prasowego Williama Randolpha Hearsta) – niewykształcony, chciwy prostak, filantrop na pokaz. Stoyte przeszedł udar i żyje w ciągłym lęku przed śmiercią.
Akcja powieści rozpoczyna się z chwilą przybycia do Los Angeles Anglika o nazwisku Pordage, badacza starych dokumentów zatrudnionego przez Stoyte’a do skatalogowania archiwum angielskiej rodziny arystokratycznej, które ten kupił od spadkobierczyń arystokratów.
W drodze z Los Angeles do posiadłości pracodawcy, Jeremy Pordage dowiaduje się, że Stoyte jest właścicielem koncernu naftowego, stacji benzynowych, wszystkich firm w pobliskim miasteczku, plantacji pomarańczy, jak również cmentarza w okolicach Beverly Hills – dziwnej nekropolii o nazwie Beverly Panteon z nagrobkami-replikami sławnych budowli z całego świata, takich jak Tadź Mahal, wieża w Pizie (tutaj niepochylona), czy kościół Holy Trinity w Stratford-on-Avon z grobem Szekspira.
Prawdziwego szoku Anglik doznaje na widok rezydencji Stoyte’a, będącej wieżowcem stylizowanym na gotycki zamek, “bardziej średniowieczny, niż jakakolwiek średniowieczna budowla”, z fosą i mostem zwodzonym do kompletu. W tym architektonicznym monstrum wypełnionym chaotycznie cennymi dziełami sztuki (obrazy znanych malarzy wiszą nawet w łazienkach i windach) mieszka ze Stoyte’em niebieskooka blondynka, Wirginia Maunciple oraz “nadworny” lekarz miliardera, Sigmunt Obispo. Wirginia ma utrzymywać Stoyte’a w przekonaniu, że się nie starzeje i mimo tuszy jest pociągającym mężczyzną, zaś do zadań doktora Obispo należy czuwanie nad zdrowiem pracodawcy cierpiącego na nadciśnienie, jak również poszukiwanie sposobu przedłużenia mu życia w nieskończoność.
Obispo dysponuje nowocześnie wyposażonym laboratorium w podziemiach zamku, a także zwierzętami (myszy i pawiany), na których testuje swoje wynalazki. Pomaga mu jego asystent Pete Boone, weteran hiszpańskiej wojny domowej, w której nie mógł dalej walczyć z powodów zdrowotnych.
Strach Stoyte’a przed śmiercią daje lekarzowi nieograniczoną władzę nad miliarderem. Obispo cynicznie szpikuje go środkami nasennymi, by móc bez przeszkód uwodzić Wirginię. Wirginia wprawdzie czuje się winna, że zdradza Stoyte’a, ale nie potrafi oprzeć się Obispo.
Na terenie posiadłości miliardera, w letnim domku, mieszka także William Propter, niegdyś kolega szkolny Stoyte’a. Propter przez pewien czas trudnił się filozofią, a obecnie swój czas i umiejętności manualne poświęca na poprawę warunków życia robotników rolnych i ich rodzin, którzy w poszukiwaniu pracy trafiają na plantację pomarańczy Stoyte’a. Pracują tu ponad siły, mieszkając w obskurnych barakach. Propter w rozmowach z Anglikiem i z Pete’em snuje filozoficzne rozważania na temat dobra i zła, wypowiada sądy pełne sceptycyzmu odnośnie do cywilizacji współczesnej i jej przyszłości.
Katalogując archiwum angielskich arystokratów, Pordage trafia na zapiski Piątego Lorda Gonister, który szukając sposobu na przedłużenie życia, zaczął się żywić zawartością wnętrzności karpia, ryby znanej z długowieczności. W efekcie poczuł się znacznie młodszy i sprawniejszy seksualnie. Pordage pokazuje dziennik lorda lekarzowi. Choć wszystko wskazuje na to, że arystokrata w późnym wieku trafił do szpitala dla wariatów i tam zmarł, Obispo przypuszcza, że lord żyje nadal gdzieś w ukryciu.
Tymczasem Wirginia, aby ukryć romans z Obispo, udaje zainteresowanie nieśmiałym Pete’em. Machinacje Wirginii niewinny laborant przypłaca życiem, zastrzelony przez zazdrosnego Stoyte’a. Dzieje się to w dniu upadku bliskiej sercu Pete’a Barcelony.
Po zatuszowaniu zabójstwa i pochowaniu Pete’a na cmentarzu Beverly Panteon, Stoyte, Wirginia i Obispo płyną do Anglii, by sprawdzić na miejscu, co ostatecznie stało się z Piątym Lordem Gonister. Przypuszczenia Obispo okazują się trafne: 201-letni lord żyje uwięziony w piwnicy rodzinnej posiadłości  wraz ze swą dawną gospodynią-kochanką. Tyle że oboje nie przypominają już ludzi, lecz małpy, z których jedna – lord – traktuje drugą nader brutalnie. Ich odrażający wygląd i zwierzęce zachowanie nie zniechęcają jednak Stoyte’a do marzenia o nieśmiertelności.

## Przyjęcie powieści
Za powieść Po wielu latach Huxley otrzymał w 1939 roku brytyjską nagrodę literacką James Tait Black Memorial Prize.

## Polskie wydanie
Powieść została wydana w Polsce w 1949 roku przez wydawnictwo Księgarnia J. Kubickiego w tłumaczeniu Barbary Czerwijowskiej. W 1994 roku ukazało się drugie wydanie nakładem wydawnictwa Pomorze.